# Los Balbases
Los Balbases è un comune spagnolo di 311 abitanti situato nella comunità autonoma di Castiglia e León.